# Махерицас, Лаврентис
Лаврентис Махерицас (греч.  Λαυρέντης Μαχαιρίτσας , 5 ноября 1956, Волос — 9 сентября 2019 года, Птелеос Магнисия) — греческий музыкант, композитор, певец, поэт-песенник.

## Биография
Лаврентис Махерицас родился 5 ноября 1956 года в Неа Иониа, пригороде прибрежного фессалийского города Волос.
Неа-Иония (Новая Иония) была создана обездоленными беженцами Малоазийской катастрофы и её пролетарское население, наряду с семейными традициями (его дед, Лаврентис Махерицас, в честь которого он получил своё имя, был расстрелян в 1948 году, в период Гражданской войны), в значительной мере повлияли в дальнейшем на его политическую ориентацию.
Однако Махерицас, будучи близок компартии, не стал членом ни её, ни какой-либо другой партии.
Отец Махерицаса был пианистом и дирижёром и сумел стать руководителем оркестра лёгкой музыки греческого радио.
Лаврентис с детства проявил интерес к музыке и в возрасте 8 лет создал свою первую песню. Гордый подвигом сына, отец записал песню на студии греческого радио в исполнении Костаса Хадзиса. Песня прозвучала в музыкальной радиопередаче которую вёл отец
Однако отец умер в возрасте 36 лет когда Махерицас был учеником 6-го класса начальной школы.
Смерть отца потрясла Лаврентиса и, одновременно, осложнила финансовое положение семьи.
Несмотря на трудности, Махерицас сумел поступить и окончить афинскую Греческую консерваторию.

## Первоначальная музыкальная деятельность
Работая на складе дискографической компании, в 1978 году Махерицас выпустил с этой компанией свой первый альбом с английскими стихами с группой P.L.J. Band под названием Gaspar. Это был Мини-альбом45 оборотов в минуту.
После военной службы, выступал вместе с Паносом Дзавеласом в ночном центре «Синтрофьа» («Συντροφιά» — компания, товарищество) исполняя партизанские песни.
В возрасте 20 лет, вместе с Павлосом Кикрилисом и Такисом Васалакисом, создал группу P.L.J.
В 1983 году, после выхода второго диска группы, она была переименована в Термиты, по аналогии с «жуками» Beatles.
Сам Махерицас в дальнейшем писал, что в первые годы его не очень успешной дискографической деятельности, опорой семьи была его жена, Елена, которая работала иконописцем. Это предоставило ему «роскошь, гоняться за своей мечтой».

## Персональная карьера
Персональная карьера Махерицаса как композитора и исполнителя ведёт отсчёт с 1989 года.
В дискографии с ним сотрудничали и его песни исполняли такие певцы как: Мария Фарандури Йоргос Даларас, Дионисис Саввопулос, Димитра Галани, Димитрис Митропанос, Василис Папаконстантину, Элефтерия Арванитаки, рок-группа Pyx Lax, Яннис Коцирас, Йоргос Маргаритис, Вангелис Конитопулос, Анастасия Муцацу, Милтос Пасахалидис, Катерина Станиси Харула Алексиу, Яннис Вардис, Яннис Зуганелис, Элеонора Зуганели, «Émigré», братья Харис & Панос Кацимихасы, Элиссавет Карадзоли, группа Жёлтые велосипеды («Κίτρινα Ποδήλατα»), Алкивиадис Констандопулос, группа «Μagic De Spell», Нотис Маврудис, Панайотис Маргарис, Антонис Мидзелос, Сакис Булас, Димитрис Басис, Флери Дандонаки, Мелина Асланиду, Филиппас Плиацикас, Димитрис Старовас, Бабис Стокас, Дионисис Цакнис, группа «W.C.» и многие другие певцы.
На сцене Махерицас сотрудничал с Элефтерией Арванитаки, Харулой Алексиу, Димитрисом Митропану, Василисом Папаконстантину, Нотисом Маврудисом, Анастасией Муцацу, Костасом Македонасом и другими певцами.
Лаврентис Махерицас был известным болельщиком футбольного клуба Панатинаикос и был в числе учредителей так называемого Панафинского Союза (Παναθηναϊκή Συμμαχία)
Он был близок компартии Греции, выступал на фестивалях коммунистической молодёжи Греции, чтя политические традиции семьи и память своего расстрелянного деда.

## Смерть
Лаврентис Махерицас умер 9 сентября 2019 года от остановки сердца в селе Птелеос недалеко от Волоса, где у него был (загородный) дом.
В связи со смертью Махерицаса пресс-бюро центрального комитета компартии Греции опубликовала некролог.
На похоронах музыканта присутствовали премьер-министр Греции Кирьякос Мицотакис и Спирос Халвадзис и Никос Софьянос от руководства компартии.
В свою очередь, Коммунистическая молодёжь Греции (КΝΕ), на своём 45-м фестивале завершившимся через 20 дней после смерти Махерицаса, простилась со своим другом ушедшим преждевревременно из жизни, показом посвящённому ему видео на центральной сцене фестиваля.
На другой сцене фестиваля, Й. Даларас и М. Пасхалидис, простились с певцом и композитором исполняя его песню «Там на Юге», делая акцент на присутствующий в песне вопрос «В каком городе, в какой стране, в каком море ты путешествуешь сейчас ?».

## Дискография
- Тыменялюбишь (он) и Ятебялюблю (она) (Ο Μαγαπάς και η Σαγαπώ (1989)
- Блюз Дидимотихо (Διδυμότειχο Blues (1991)
- Пролей красное на ночь (Ρίξε Κόκκινο Στην Νύχτα (1993)
- Ночь скажет об этом (Η Νύχτα Θα Το Πει (1994)
- Окна которые устали от вида (Παράθυρα Που Κούρασε Η Θέα (1995)
- Обезпечаливающее (сродни обезболивающее) (Παυσίλυπον (1997)
- Так я убегаю из компаний (Έτσι Δραπετεύω Από Τις Παρέες (1999)
- Один и один (Ένας κι Ένας (2000)
- Антракт длится две жизни (Το διάλειμμα κρατάει δυο ζωές (2001)
- Посвящаю тебе (Στο Αφιερώνω (2003)
- Здесь нужно чудо (Χρειάζεται ένα θαύμα εδώ (2004)
- Алкионовы дни (Αλκυονίδες Μέρες (2005)
- Герои под копирку (Ήρωες με Καρμπόν (2006)
- Столько лет одним дыханием (Τόσα χρόνια μια ανάσα (2007)
- Вина ягнят (Η Ενοχή των Αμνών (2010)
- Ангелы ещё живут в Средиземном море (Οι άγγελοι ζουν ακόμα στη Μεσόγειο (2012)
- Дыра в погоде....господин Манос (Μία τρύπα στον καιρό ... κύριε Μάνο (2014)
- Изменилось многое (Άλλαξαν πολλά (2017)

## Музыка для театра
Махерицас написал музыку к следующим театральным постановкам:
- Как вам это понравится Шекспира, в постановке афинского «Театра искусства»
- Буря Шекспира
- Илиада Гомера
- Принц и нищий, постановка по мотивам романаМарка Твена
- Без семьи, постановка по мотивам романа Гектора Мало
- Морестрана («Η θαλλασοχώρα»)
- Бабочказавр (по аналогии с ихтиозаврами Евгениоса Тривизаса
- Троянки Еврипида